# جورج شر
جورج شر (به انگلیسی: George Sher) فیلسوف اخلاق و سیاست است و از سال ۱۹۹۱ در دانشگاه رایس تدریس می‌کند. او از سال ۱۹۹۳ تا ۲۰۰۰ مدیر گروه فلسفه بود. او دوره کارشناسی را در دانشگاه براندیس و دوره دکتری را در دانشگاه کلمبیا (۱۹۷۲) گذراند. پژوهش‌های او عمدتاً در حوزه لیبرالیسم، کمال‌گرایی و مسائل فلسفه اخلاق است. امیلی فاکس گوردون، روزنامه‌نگار و رمان‌نویس، همسر اوست.